# مذبحة قابس
 كانت مذبحة قابس موجة من العنف ضد اليهود استمرت ثلاثة أيام واندلعت في مدينة قابس التونسية عام 1941.

## التاريخ
بدأت المذبحة عندما اندفع حشد من العرب إلى الحي اليهودي، مما أسفر عن مقتل 7 يهود وإصابة 20.
جنبا إلى جنب مع اليهود السبعة الذين قتلوا في البداية، قتل أيضا شرطي.

## روايات شهود العيان
تذكرت تسفي حداد، وهي يهودية من قابس، والدتها وهي تندفع إلى الخارج بحثًا عن أختها، فقط ليتم الاعتداء عليها عندما خرجت من الباب الأمامي. وذكرت: